# Mistrzostwa Świata w Piłce Siatkowej Mężczyzn 2010 (eliminacje strefy AVC)/Grupa C
Mecze grupy C pierwszej rundy kwalifikacyjnej do Mistrzostw Świata w Piłce Siatkowej Mężczyzn 2010 strefy AVC rozegrane zostały w dniach od 2 do 4 maja 2009 roku w stolicy Omanu - Maskacie.
W grupie C znalazły się trzy drużyny - Katar, Oman i Zjednoczone Emiraty Arabskie.
Awans do drugiej rundy kwalifikacyjnej uzyskały wszystkie reprezentacje ze względu na wycofanie się z rozgrywek Arabii Saudyjskiej i Uzbekistanu.

## Tabela
Grupa C
| Poz. | Reprezentacja                | Pkt                                     | Mecze                                   | Mecze                                   | Mecze                                   | Małe punkty                             | Małe punkty                             | Małe punkty                             | Sety                                    | Sety                                    | Sety                                    |
| Poz. | Reprezentacja                | Pkt                                     | M                                       | Z                                       | P                                       | zdob.                                   | str.                                    | ratio                                   | wyg.                                    | prz.                                    | ratio                                   |
| ---- | ---------------------------- | --------------------------------------- | --------------------------------------- | --------------------------------------- | --------------------------------------- | --------------------------------------- | --------------------------------------- | --------------------------------------- | --------------------------------------- | --------------------------------------- | --------------------------------------- |
| 1    | Katar                        | 4                                       | 2                                       | 2                                       | 0                                       | 175                                     | 145                                     | 1,207                                   | 6                                       | 1                                       | 6,000                                   |
| 2    | Oman                         | 3                                       | 2                                       | 1                                       | 1                                       | 206                                     | 205                                     | 1,005                                   | 4                                       | 5                                       | 0,800                                   |
| 3    | Zjednoczone Emiraty Arabskie | 2                                       | 2                                       | 0                                       | 2                                       | 158                                     | 189                                     | 0,836                                   | 2                                       | 6                                       | 0,333                                   |
|      | Arabia Saudyjska             | reprezentacje wycofały się z eliminacji | reprezentacje wycofały się z eliminacji | reprezentacje wycofały się z eliminacji | reprezentacje wycofały się z eliminacji | reprezentacje wycofały się z eliminacji | reprezentacje wycofały się z eliminacji | reprezentacje wycofały się z eliminacji | reprezentacje wycofały się z eliminacji | reprezentacje wycofały się z eliminacji | reprezentacje wycofały się z eliminacji |
|      | Uzbekistan                   | reprezentacje wycofały się z eliminacji | reprezentacje wycofały się z eliminacji | reprezentacje wycofały się z eliminacji | reprezentacje wycofały się z eliminacji | reprezentacje wycofały się z eliminacji | reprezentacje wycofały się z eliminacji | reprezentacje wycofały się z eliminacji | reprezentacje wycofały się z eliminacji | reprezentacje wycofały się z eliminacji | reprezentacje wycofały się z eliminacji |

Legenda: Poz. - pozycja, Pkt - liczba punktów, M - liczba meczów, Z - mecze wygrane, P - mecze przegrane, zdob. - małe punkty zdobyte, str. - małe punkty stracone, wyg. - sety wygrane, prz. - sety przegrane

## Mecze
| 2 maja 2009 7:00 (UTC+4) | Oman                     | 3:2 (28:30, 25:13, 25:21, 18:25, 18:16) | Zjednoczone Emiraty Arabskie       | Sultan Qaboos Sports Complex, Maskat                                      |  |
|                          | Abdullah al-Rajhi 20 pkt | raport P-3 raport P-2                   | Abdulla Ali Saif al-Maamari 30 pkt | Widzów: 350 Sędziowie: Fahad al-Awadhi (Katar) i Mohammad Shahmiri (Iran) |  |

| 3 maja 2009 19:00 (UTC+4) | Zjednoczone Emiraty Arabskie       | 0:3 (22:25, 13:25, 18:25) | Katar                           | Sultan Qaboos Sports Complex, Maskat                                |  |
|                           | Mohamed Juma Marzooq Aldarei 8 pkt | raport P-3 raport P-2     | Khalid Ahmad Ahmad Hamza 14 pkt | Widzów: 200 Sędziowie: Adel Mussa (Oman) i Mohammad Shahmiri (Iran) |  |

| 4 maja 2009 7:00 (UTC+4) | Katar                                            | 3:1 (26:24, 25:19, 24:26, 25:23) | Oman                     | Sultan Qaboos Sports Complex, Maskat                                                            |  |
|                          | Mohamed Jumah Jumah 18 pkt Yagoub Ali Ali 18 pkt | raport P-3 raport P-2            | Abdullah al-Rajhi 23 pkt | Widzów: 350 Sędziowie: Najib al-Noobi (Zjednoczone Emiraty Arabskie) i Mohammad Shahmiri (Iran) |  |

## Oman – Zjednoczone Emiraty Arabskie
Sobota, 2 maja 2009

7:00 (UTC+4) - Sultan Qaboos Sports Complex, Maskat - Widzów: 350
| Oman | 3:2 (28:30, 25:13, 25:21, 18:25, 18:16) | Zjednoczone Emiraty Arabskie |
|      | raport P-3 raport P-2                   |                              |

|                   |    |                       |        |
|                   |    |                       |        |
|                   | 1  | Abdullah al-Rajhi     | 20 pkt |
|                   | 2  | Mohammed al-Qamshouai | 18 pkt |
|                   | 5  | Saleh al-Hamdani      | 6 pkt  |
|                   | 6  | Hilal al-Issaei (L)   |        |
|                   | 9  | Aiman Aulad Ahmed     | 7 pkt  |
|                   | 10 | Ali al-Alawi          | 12 pkt |
|                   | 18 | Sa'ud al-Ma'mari      | 13 pkt |
| Zmiany:           |    |                       |        |
|                   | 3  | Raid al-Hashmi        |        |
|                   | 4  | Sami al-Jadeedi       |        |
|                   | 7  | Ahmed al-Shezawi      |        |
|                   | 8  | Salim al-Breiki       |        |
|                   | 14 | Ibrahim al-Mezeini    |        |
| Trener:           |    |                       |        |
| Nasser al-Maqbali |    |                       |        |

|                           |    |                                     |        |
|                           |    |                                     |        |
|                           | 4  | Abdulla Ali Saif al-Maamari         | 30 pkt |
|                           | 5  | Abdulla Saleh Sulaiman Mohammad (L) | 1 pkt  |
|                           | 7  | Rashed Ayoob Mohd Hassan            | 14 pkt |
|                           | 9  | Majid Thani Obaid Binkhayef         | 7 pkt  |
|                           | 11 | Mohamed Juma Marzooq Aldarei        | 2 pkt  |
|                           | 16 | Hassan Abbas Ibrahim Albalooshi     | 5 pkt  |
|                           | 18 | Mohamed Mobarak Yammahi             | 3 pkt  |
| Zmiany:                   |    |                                     |        |
|                           | 3  | Mohammed Abdull Aziz al-Maamari     | 4 pkt  |
|                           | 10 | Hasan Majed Belal al-Ali            | 8 pkt  |
|                           | 13 | Khalid Ahmad Ahmad Hamza            | 1 pkt  |
| Trener:                   |    |                                     |        |
| Abdull Razak Foued Kamoun |    |                                     |        |

- I sędzia: Fahad Al-Awadhi (Katar)
- II sędzia: Mohammad Shahmiri (Iran)
- Czas trwania meczu: 140 minut

| Oman | Statystyki        | Zjednoczone Emiraty Arabskie |
| 3    | SETY              | 2                            |
| 114  | MAŁE PUNKTY       | 105                          |
| 61   | ATAK              | 56                           |
| 9    | BLOK              | 14                           |
| 6    | SERWIS            | 5                            |
| 38   | BŁĘDY PRZECIWNIKA | 30                           |

## Zjednoczone Emiraty Arabskie – Katar
Niedziela, 3 maja 2009

19:00 (UTC+4) - Sultan Qaboos Sports Complex, Maskat - Widzów: 200
| Zjednoczone Emiraty Arabskie | 0:3 (22:25, 13:25, 18:25) | Katar |
|                              | raport P-3 raport P-2     |       |

|                           |    |                                     |       |
|                           |    |                                     |       |
|                           | 3  | Mohammed Abdull Aziz al-Maamari     | 5 pkt |
|                           | 4  | Abdulla Ali Saif al-Maamari         | 5 pkt |
|                           | 5  | Abdulla Saleh Sulaiman Mohammad (L) |       |
|                           | 9  | Majid Thani Obaid Binkhayef         | 1 pkt |
|                           | 11 | Mohamed Juma Marzooq Aldarei        | 8 pkt |
|                           | 15 | Marwan Abdulla Ali Mohammad         | 6 pkt |
|                           | 16 | Hassan Abbas Ibrahim Albalooshi     | 5 pkt |
| Zmiany:                   |    |                                     |       |
|                           | 13 | Khalid Ahmad Ahmad Hamza            |       |
|                           | 18 | Mohamed Mobarak Yammahi             | 2 pkt |
| Trener:                   |    |                                     |       |
| Abdull Razak Foued Kamoun |    |                                     |       |

|                           |    |                                |        |
|                           |    |                                |        |
|                           | 2  | Mohamed Jumah Jumah            | 5 pkt  |
|                           | 5  | Saad Sulaiman Sulaiman (L)     |        |
|                           | 8  | Abdulrahman Abdulrashid Rashid | 8 pkt  |
|                           | 13 | Benlouaer Ziad Ziad            | 14 pkt |
|                           | 14 | Yagoub Ali Ali                 | 13 pkt |
|                           | 16 | Ibrahim Ibrahim Ibrahim        | 8 pkt  |
|                           | 18 | al-Hitmi Saed                  | 1 pkt  |
| Zmiany:                   |    |                                |        |
|                           | 3  | Ahmed Mahmoud Mahmoud          | 3 pkt  |
|                           | 6  | Ebrahim Mohammed Albeshri      | 2 pkt  |
|                           | 7  | al-Sheeb Ismaeel al-Sheeb      |        |
|                           | 17 | Asadi Ali                      |        |
| Trener:                   |    |                                |        |
| Igor Arbutina (Chorwacja) |    |                                |        |

- I sędzia: Adel Mussa (Oman)
- II sędzia: Mohammad Shahmiri (Iran)
- Czas trwania meczu: 74 minuty[2]

| Zjednoczone Emiraty Arabskie | Statystyki        | Katar |
| 0                            | SETY              | 3     |
| 53                           | MAŁE PUNKTY       | 75    |
| 26                           | ATAK              | 38    |
| 5                            | BLOK              | 11    |
| 1                            | SERWIS            | 5     |
| 21                           | BŁĘDY PRZECIWNIKA | 21    |

## Katar – Oman
Poniedziałek, 4 maja 2009

7:00 (UTC+4) - Sultan Qaboos Sports Complex, Maskat - Widzów: 350
| Katar | 3:1 (26:24, 25:19, 24:26, 25:23) | Oman |
|       | raport P-3 raport P-2            |      |

|                           |    |                                |        |
|                           |    |                                |        |
|                           | 2  | Mohamed Jumah Jumah            | 18 pkt |
|                           | 5  | Saad Sulaiman Sulaiman (L)     |        |
|                           | 8  | Abdulrahman Abdulrashid Rashid | 9 pkt  |
|                           | 9  | Bairami Ali Ali                | 10 pkt |
|                           | 14 | Yagoub Ali Ali                 | 18 pkt |
|                           | 16 | Ibrahim Ibrahim Ibrahim        | 10 pkt |
|                           | 18 | al-Hitmi Saed                  | 1 pkt  |
| Zmiany:                   |    |                                |        |
|                           | 3  | Ahmed Mahmoud Mahmoud          |        |
|                           | 6  | Ebrahim Mohammed Albeshri      |        |
|                           | 13 | al-Sheeb Ismaeel al-Sheeb      | 2 pkt  |
| Trener:                   |    |                                |        |
| Igor Arbutina (Chorwacja) |    |                                |        |

|                   |    |                       |        |
|                   |    |                       |        |
|                   | 1  | Abdullah al-Rajhi     | 23 pkt |
|                   | 2  | Mohammed al-Qamshouai | 16 pkt |
|                   | 3  | Raid al-Hashmi        | 5 pkt  |
|                   | 5  | Saleh al-Hamdani      | 5 pkt  |
|                   | 6  | Hilal al-Issaei (L)   |        |
|                   | 9  | Aiman Aulad Ahmed     | 2 pkt  |
|                   | 18 | Sa'ud al-Ma'mari      | 16 pkt |
| Zmiany:           |    |                       |        |
|                   | 4  | Sami al-Jadeedi       |        |
|                   | 8  | Salim al-Breiki       | 3 pkt  |
|                   | 14 | Ibrahim al-Mezeini    |        |
| Trener:           |    |                       |        |
| Nasser al-Maqbali |    |                       |        |

- I sędzia: Najib al-Noobi (Zjednoczone Emiraty Arabskie)
- II sędzia: Mohammad Shahmiri (Iran)
- Czas trwania meczu: 114 minuty

| Katar | Statystyki        | Oman |
| 3     | SETY              | 1    |
| 100   | MAŁE PUNKTY       | 92   |
| 55    | ATAK              | 53   |
| 8     | BLOK              | 13   |
| 5     | SERWIS            | 4    |
| 32    | BŁĘDY PRZECIWNIKA | 22   |

## Statystyki indywidualne
| Najlepszy punktujący       | Najlepszy atakujący     | Najlepszy blokujący         | Najlepszy zagrywający       | Najlepszy broniący | Najlepszy rozgrywający | Najlepszy libero                |
| -------------------------- | ----------------------- | --------------------------- | --------------------------- | ------------------ | ---------------------- | ------------------------------- |
| Abdullah al-Rajhi (43 pkt) | Yagoub Ali Ali (59,09%) | Sa'ud al-Ma'mari (0,78/set) | Saleh al-Hamdani (0,56/set) | Yagoub Ali Ali     | al-Hitmi Saed          | Abdulla Saleh Sulaiman Mohammad |

## Składy
Sekcja grupuje składy wszystkich reprezentacji narodowych w piłce siatkowej, które grały w grupie C pierwszej rundy kwalifikacyjnej do mistrzostw świata.
Przynależność klubowa na początek sezonu 2008-09.
- Zawodnicy oznaczeni literą K to kapitanowie reprezentacji.
- Zawodnicy oznaczeni literą L to libero.

### Katar
Trener:  Igor Arbutina
Asystent:  Dragan Popović
| Nr | Imię i nazwisko                | Data urodzenia | Wzrost (cm) | Klub     |
| 2  | Mohamed Jumah Jumah            | 14.04.1985     | 195         | Al-Arabi |
| 3  | Ahmed Mahmoud Mahmoud          | 20.02.1987     | 194         | Al-Ahli  |
| 5  | Saad Sulaiman Sulaiman (L)     | 30.06.1987     | 178         | Al-Rayan |
| 6  | Ebrahim Mohammed Albeshri      | 01.05.1986     | 192         | Al-Rayan |
| 7  | al-Sheeb Ismaeel al-Sheeb      | 16.10.1983     | 197         |          |
| 8  | Abdulrahman Abdulrashid Rashid | 10.06.1988     | 198         | Al-Rayan |
| 9  | Bairami Ali Ali                | 13.02.1989     | 192         | Al-Rayan |
| 13 | Benlouaer Ziad Ziad            | 31.10.1986     | 197         | Qatar    |
| 14 | Yagoub Ali Ali                 | 15.10.1987     | 194         | Al-Rayan |
| 16 | Ibrahim Ibrahim Ibrahim        | 15.05.1985     | 206         | Al-Arabi |
| 17 | Asadi Ali                      | 07.01.1986     | 180         | Al-Ahli  |
| 18 | al-Hitmi Saed (K)              | 13.06.1974     | 185         | Al-Arabi |

### Oman
Trener: Nasser al-Maqbali
Asystent: Hilal al-Jabri
| Nr | Imię i nazwisko       | Data urodzenia | Wzrost (cm) | Klub       |
| 1  | Abdullah al-Rajhi (K) | 01.07.1979     | 198         | Al-Seeb    |
| 2  | Mohammed al-Qamshouai | 08.08.1984     | 187         | Al-Bashair |
| 3  | Raid al-Hashmi        | 15.08.1982     | 195         | Sohar      |
| 4  | Sami al-Jadeedi       | 02.07.1982     | 198         | Al-Seeb    |
| 5  | Saleh al-Hamdani      | 19.04.1982     | 178         | Al-Salam   |
| 6  | Hilal al-Issaei (L)   | 20.12.1982     | 172         | Saham      |
| 7  | Ahmed al-Shezawi      | 22.10.1989     | 188         | Sohar      |
| 8  | Salim al-Breiki       | 16.09.1985     | 193         | Sahaw      |
| 9  | Aiman Aulad Ahmed     | 03.08.1987     | 184         | Al-Seeb    |
| 10 | Ali al-Alawi          | 22.02.1985     | 196         | Bahla      |
| 14 | Ibrahim al-Mezeini    | 29.07.1984     | 185         | Saham      |
| 18 | Sa'ud al-Ma'mari      | 31.05.1988     | 204         | Saham      |

### Zjednoczone Emiraty Arabskie
Trener: Abdull Razak Foued Kamoun
Asystent: Aljasmi Khalid Ahmed
| Nr | Imię i nazwisko                     | Data urodzenia | Wzrost (cm) | Klub      |
| 1  | Hassan Ali Rajab (K)                | 30.07.1978     | 184         | Al-Wasl   |
| 3  | Mohammed Abdull Aziz al-Maamari     | 14.03.1986     | 179         | Al-Ain    |
| 4  | Abdulla Ali Saif al-Maamari         | 30.01.1983     | 187         | Bani Yas  |
| 5  | Abdulla Saleh Sulaiman Mohammad (L) | 28.02.1978     | 175         | Al-Wasl   |
| 7  | Rashed Ayoob Mohd Hassan            | 08.12.1987     | 187         | Al-Nasr   |
| 9  | Majid Thani Obaid Binkhayef         | 10.03.1983     | 162         | Al-Shabab |
| 10 | Hasan Majed Belal al-Ali            | 25.11.1982     | 182         | Bani Yas  |
| 11 | Mohamed Juma Marzooq Aldarei        | 30.11.1987     | 185         | Al-Ahli   |
| 13 | Khalid Ahmad Ahmad Hamza            | 31.03.1987     | 173         | Al-Shabab |
| 15 | Marwan Abdulla Ali Mohammad         | 18.02.1985     | 185         | Al-Wasl   |
| 16 | Hassan Abbas Ibrahim Albalooshi     | 01.08.1984     | 189         | Al-Ahli   |
| 18 | Mohamed Mobarak Yammahi             | 25.05.1983     | 180         | Al-Jazera |